# Gooimeer
Gooimeer (Jezero Gooi) granično je jezero u Nizozemskoj između jugoistočnog dijela Sjeverne Holandije (Gooi) i Flevolanda.
Postoji željeznički most preko uske zapadne strane, između Weespa i Almere Poorta, s paralelnim mostom na autocesti, Hollandse Brug. Usku istočnu granicu jezera presijecaju dva paralelna mosta na autocesti.
Na južnoj obali Gooimeera, koji je nekada bio IJsselmeer, prije stvaranja novog poldera Flevoland, mogu se pronaći stari gradovi Naarden i Huizen. Naarderwoonbos, dio Naarderbosa, izgrađen je osamdesetih godina. Nalazi se neposredno uz južnu obalu Gooimeera.

## Nesreća leta El Al 1862
Gooimeer je povezan s nesrećom leta El Al 1862 1992. godine, kada su se dva desna bočna mlazna motora Boeinga 747-200F odvojila od aviona i pala u jezero, čemu je svjedočio ribolovac (policajac izvan dužnosti). Zrakoplov je pretrpio ozbiljnu štetu na desnom krilu nakon što je izgubio motore, a kasnije je nastavio let osam minuta sve dok se nije srušio na stambeno naselje Bijlmermeer, usmrtivši sve četiri osobe u zrakoplovu i nekoliko stanara unutar zgrade.

## Vanjske poveznice
|  | Zajednički poslužitelj ima još gradiva o temi Gooimeer |